# Акинџије
Акинџија (тур. Akıncılar) је био припадник лаке коњице у Османском царству. Формирали су уџ на челу са уџ-беговима.
"Били су распоређени по крајиштима која су називана серхат (крајина), имали су савршену организацију. Свако крајиште имало је своје акинџије, а оне свога акинџијског бега, обично санџакбега дотичног санџака. Он је заповиједао свим акинџијама једне пограничне провинције... Акинџије су постојале само у граничним областима Европске Турске..."
Њихов главни задатак је био да деморалишу и поколебају противника и да унесу конфузију међу његове редове. Нападали су у групама, уз велику буку користећи лук и стрелу као главно оружје а нису престајали да одапињу стреле ни код повлачења. Могли су да победе и тешку коњицу јер је њихово наоружање било лако, а њихови коњи брзи и окретни, за разлику од снажних, али тромих коња тешке коњице. Такође су носили и мачеве.
Због покретљивости, акинџије су такође били коришћени као извидница и претходница с циљем да се терорише и заплаши локално становништво пре доласка главних отоманских војних снага.
Одреде акинџија су предводиле одређене породице. Најпознатије акинџије су били породице Малкочоглу (тур. Malkoçoğlu), Турханли (тур. Turhanlı) и Михали (тур. Mihalli) или Махаилоглу.

## Галерија
- Депикција акинџије у рату.
- Гробље акинџија.
- Депикција акинџије у рату.
- Депикција акинџије у рату.